# トンガの行政区画

5つの行政区分

トンガの地方行政区分は、北からニウアス、ヴァヴァウ、ハアパイ、トンガタプ、エウアの5つに分かれる。
| 行政区画名     | トンガ語  | 中心都市     | 面積 (km2) | 2016年の人口 | 人口密度 (人/km2) |
| -------------- | --------- | ------------ | ---------- | ------------ | ----------------- |
| トンガタプ島   | Tongatapu | ヌクアロファ | 260.48     | 74,611       | 286               |
| ヴァヴァウ諸島 | Vavaʻu    | ネイアフ     | 121.00     | 13,738       | 114               |
| ハアパイ諸島   | Haʻapai   | パンガイ     | 109.30     | 6,125        | 56                |
| エウア島       | ʻEua      | オホヌア     | 87.44      | 4,945        | 57                |
| ニウアス諸島   | Niuas     | ヒヒフォ     | 71.69      | 1,232        | 17                |
| トンガ         | Tonga     | ヌクアロファ | 649.91     | 100,651      | 155               |

## 各区画の主な島と地域
- トンガタプ
  - トンガタプ島
    - ヌクアロファ
    - ヌクヌク
    - Kolonga（英語版）
    - Muʻa（英語版）

  - ミネルバ環礁（英語版）（ミネルバ共和国も参照）
  - ʻAta（英語版）
- ヴァヴァウ
  - ヴァヴァウ本島
    - ネイアフ
    - Vaimalō（英語版）
- ハアパイ
  - フォア島
  - ハアノ島（英語版）
    - ファカカカイ

  - リフカ島
    - パンガイ

  - トフア島（英語版）
  - ウイハ島
  - フンガ・トンガ
- エウア
  - エウア島
- ニウアス
  - ニウアフォオウ島
  - ニウアトプタプ島
    - ヒヒフォ

  - Tafahi（英語版）